# エストレジータ
ビビアナ・オチョア・バラダス（Viviana Ochoa Barradas、女性、1977年10月18日 - ）は、メキシコ・ミチョアカン州サモラ出身のプロレスラー。エストレジータ（Estrellita）のリングネームで知られる。CMLL所属。テクニコ。

## 来歴
ラファエル・バラダスの孫。1993年にスペイン語で「小さな星」を意味するエストレジータのリングネームでデビュー。
1997年よりAAAに入団し、テクニコとして活動。第2回レイナ・デ・レイナスに参戦も敗退。2001年大会ではレディ・アパッチェに勝利。
2009年、AAAを退団し、ペロス・デル・マールに移籍。
2010年9月、CMLLに初参戦。初めてマスクをかぶりルーダに転じる。初のメジャーCMLLショーとして「Sin Piedad」にてティファニー、下田美馬と組み、ダーク・エンジェル、ルナ・マヒカ、マルセラと対戦するが敗れる。
2012年10月27日、プリンセサ・ブランカを破りメキシコナショナル女子王座獲得。2013年3月15日、アマポラをカベジェラ戦で破り丸刈りに成功。
2013年6月、REINAに初来日。29日は真琴とシングルで対戦しロメロスペシャルでギブアップを奪う。翌日にはLeonが持つCMLL-REINAインターナショナル王座に挑むが敗れる。

## 得意技
- Corkscrew
- La Tapatía

## 獲得タイトル
- メキシコナショナル女子王座